# Feld (Leichlingen)
Feld ist eine Ortslage in Leichlingen (Rheinland) im Rheinisch-Bergischen Kreis.

## Lage und Beschreibung
Feld liegt am südöstlichen Rand des Höhendorfs Witzhelden. Der Ort ist nicht mehr als eigenständiger Wohnplatz wahrnehmbar, da er in der Witzheldener Wohnbebauung aufgegangen ist. Nachbarorte sind Nüsenhöfen, Altenbach, Bern, Meie, Neuenhof, Bechhausen, Flamerscheid, Brachhausen, Höhscheid, Dorffeld, Wersbach und Wersbacher Mühle.
Der Felder Weg in Witzhelden ist nach dem ehemaligen Ort benannt und führt auch durch dessen alten Ortskern hindurch. Bei Feld entspringt der Weyerfelder Bach, ein Zufluss des Altenbachs.

## Geschichte
Feld wurde von Webern aus dem Jülicher Bereich gegründet, die in Witzhelden aufgrund der herzoglichen Wirtschaftspolitik in geografischer Nähe ihrer Residenz Schloss Burg angesiedelt wurden. Die Topographische Aufnahme der Rheinlande von 1824 und die Preußische Uraufnahme von 1844 verzeichnen den Ort unbeschriftet bereits als Teil des Siedlungsbereichs von Witzhelden. Das Messtischblatt Solingen der amtlichen topografischen Karte 1:25.000 zeigt den Ort in den Ausgaben 1929 bis 1974 durchgehend mit Feld beschriftet. 1815/16 lebten 79 Einwohner im Ort. 1832 gehörte Feld dem Kirchspiel Witzhelden der Bürgermeisterei Burscheid an. Der laut der Statistik und Topographie des Regierungsbezirks Düsseldorf als Dorfschaft kategorisierte Ort besaß zu dieser Zeit 13 Wohnhäuser und 15 landwirtschaftliche Gebäude. Zu dieser Zeit lebten 66 Einwohner im Ort, allesamt evangelischen Glaubens.
Aufgrund der Gemeindeordnung für die Rheinprovinz erhielt 1845 das Kirchspiel Witzhelden den Status einer Gemeinde, schied aus der Bürgermeisterei Burscheid aus und bildete ab 1850 eine eigene Bürgermeisterei. Im Gemeindelexikon für die Provinz Rheinland werden 1885 22 Wohnhäuser mit 98 Einwohnern angegeben. 1895 besitzt der Ort 19 Wohnhäuser mit 76 Einwohnern, 1905 19 Wohnhäuser und 62 Einwohner.
Am 1. Januar 1975 wurde die Gemeinde Witzhelden mit Feld in Leichlingen eingemeindet.